# Borís Podolski
Borís Yákovlevich Podolski (en ruso: Борис Яковлевич Подольский; Taganrog, Imperio ruso, 29 de junio de 1896 - Cincinnati Estados Unidos, 28 de noviembre de 1966) fue un físico destacado que trabajó con Albert Einstein y Nathan Rosen en la concepción de la Paradoja EPR, que generó un intenso debate en relación con las interpretaciones de la Mecánica cuántica. Nació en una familia judía en el año 1896, en Taganrog, Óblast del Voisko del Don, Imperio ruso, y murió en el año 1966 en los Estados Unidos.
En el año 1933, Podolski y Lev Landáu concibieron la idea de escribir un texto sobre electromagnetismo comenzando con la Teoría de la Relatividad Especial y enfatizando postulados teóricos más que leyes experimentales. 
Este proyecto no llegó a ser fructífero debido a la emigración de Podolski de la Unión Soviética, pero en las manos de Lev Landáu y Yevgueni Lifshits, el esbozo que ellos habían producido vio la luz como La Teoría Clásica de Campos (1951). En las manos de Podolski y Kaiser S. Kunz, el mismo esbozo llegó elaborarse y conocerse como Los Fundamentos de Electrodinámica (1969).

## Obra
- 1951. The Classical Theory of Fields[2]

- B. Podolsky, K. Kunz. 1969. Fundamentals of Electrodynamics, Marcel Dekker Press